# Elx
Elche (spanska), eller Elx (valencianska – båda namnen är officiella), är en spansk stad och kommun i "la comarca de Baix Vinalopó" (svenska: ungefär "grevskapet av Baix Vinalopó"), som ligger i provinsen Alicante, som i sin tur ligger i regionen Valencia. En del av kommunen har kuststräcka men centralorten ligger runt 15 kilometer från Medelhavet. Kommunen har cirka 230 000 invånare varav cirka 190 000 bor i centralorten. Elche bildar tillsammans med den något större Alicante och fyra andra kommuner ett storstadsområde med cirka 700 000 invånare. En liten flod rinner genom staden, vilket delar den i två delar.

## Historia
En del arkeologiska upptäckter har gjorts i Elche. Det största fyndet var stenbysten av Dama de Elche (ungefär: Elches dam alternativt Elx' dam). Fyndet är daterat till cirka 300-talet f.Kr. Originalet finns nu på ett museum i Madrid.
"L'Alcúdia", en plats som ligger cirka 10 kilometer från Elches stadskärna av idag, är stadens föregångare. Platsen var till en början en iberisk bosättning men erövrades senare av karthager och därefter av romare, vilka kallade staden för "Ilici" och gav orten statusen "colonia" (en romersk plats som fanns i ett erövrat område för att säkra marken till romarnas fördel). Efter detta tog Bysantinska riket över ett kort tag innan goterna erövrade området.

Palmlunden i Elx är den största i Europa.

Under den moriska ockupationen förlorade staden i betydelse, i och med att den flyttats norrut (till dagens läge). Jakob II av Aragonien tog staden från morerna på 1200-talet, under de kristnas reconquista (återerövring). Staden växte, och folkökningen sköt i höjden under 1800-talet efter att järnvägen kommit till staden. Framför allt skedde en framväxt och expansion inom skoindustrin.

## Ekonomi
Elches ekonomi grundar sig i stor utsträckning på sin skoindustri, och man har över 1 000 skofabriker. Detta gör staden till en av de viktigaste produktionsorterna för skor i hela Spanien och en av de viktigare i hela Europa. Bland övriga inkomstkällor kan nämnas jordbruksindustri (dadelpalmer, vindruvor, spannmål och granatäpplen), som dock minskat i betydelse på senare tid; gummiindustri; handel och turism. Staden har ett konferenscenter (Ciutat d'Elx), en flygplats med internationella förbindelser (Alicante-Elches flygplats) och ett universitet (Universitat Miguel Hernández).

## Palmlunden
I Elx finns Europas största palmlund, med mer än 200 000 träd. Palmlunden är över 1000 år gammal och utsågs år 2000 till världsarv. Den har i skrift bland annat beskrivits av Hans Christian Andersen (1862).

## Sport
Den mest framgångsrika fotbollsklubben från Elche är Elche CF, som i omgångar har spelat i Spaniens högstadivision i fotboll (primera división i La Liga). Säsongen 2012/2013 vann klubben Spaniens andra division och tog plats i La Liga.
Även ett årligt maraton vid namn Medio Maratón Ciudad de Elche anordnas i Elche.

## Vänorter
Elche är vänort med Toulouse i Frankrike. Städerna har varit vänorter sedan 1981.